# Gonodyrus
Gonodyrus là một chi bọ cánh cứng trong họ 
Elateridae.
Chi này được miêu tả khoa học năm 1923 bởi Fleutiaux.

## Các loài
Chi này có các loài:
- Gonodyrus tarsalis Fleutiaux, 1922